# Euryproctus foveolatus
Euryproctus foveolatus är en stekelart som beskrevs av Tohru Uchida 1955. Euryproctus foveolatus ingår i släktet Euryproctus och familjen brokparasitsteklar. Inga underarter finns listade i Catalogue of Life.